# Храм Николая Чудотворца (Валуйки)
Не следует путать со Свято-Николаевским собором Валуйского Успенского Николаевского мужского монастыря
Храм Святи́теля Никола́я Чудотво́рца (Никольская церковь) — православный храм в городе Валуйки Белгородской области. Является самым старым сохранившимся строением в городе.

## История
Храм Святителя Николая Чудотворца построен в 1840 году. В 1930—1940-е годы храм находился под угрозой полного уничтожения, от разрушения его спасло только то, что здание храма с 1940 года использовалось в качестве склада воинской части. Кресты и колокола с храма были сброшены, имущество храма разграблено, лестница и колокола отданы пожарной части. Богослужения в храме были возобновлены в 1946—1947 годах. Некоторое время назад храму был возвращён один из колоколов.

## Убранство храма
В храме сейчас находятся многие списки икон Божией Матери: Казанской, Святогорской, Почаевской, Всецарица, Млекопитательница и другие. Многие иконы были привезены прихожанами храма из паломнических поездок. Особо чтимыми и чудотворными считаются список Владимирской иконы Божией Матери и образ Взыскание погибших. Прихожанами был изготовлен ковчежец, установленный в храме слева от алтаря. В ковчеге хранятся и представлены для почитания камень из реки Иордан, камень из источника святой равноапостольной Марии Магдалины, камень горы Синай, желудь от дуба мамврийского, камень с горы, где отсекли голову мученице Василисе, камень из пещеры преподобного Илии. Также прихожанами был изготовлен мощевик, установленный в храме справа от алтаря; в мощевике находятся частицы мощей Иоасафа Белгородского, Георгия Победоносца, Феодосия Кавказского, Рафаила Оптинского, Александры, Марии, Марфы, Пелагии, Параскевы Дивеевских, Спиридона Тримифунтского, Игнатия Целебника, великой княгини Анастасии Киевской.

## Духовенство
- Настоятель храма — протоиерей Михаил Чайка
- Иерей Александр Ильяшенко
- Иерей Михаил Морозов
- Протодиакон Николай Навозенко
- Диакон Георгий Сидоров[5]

## Галерея

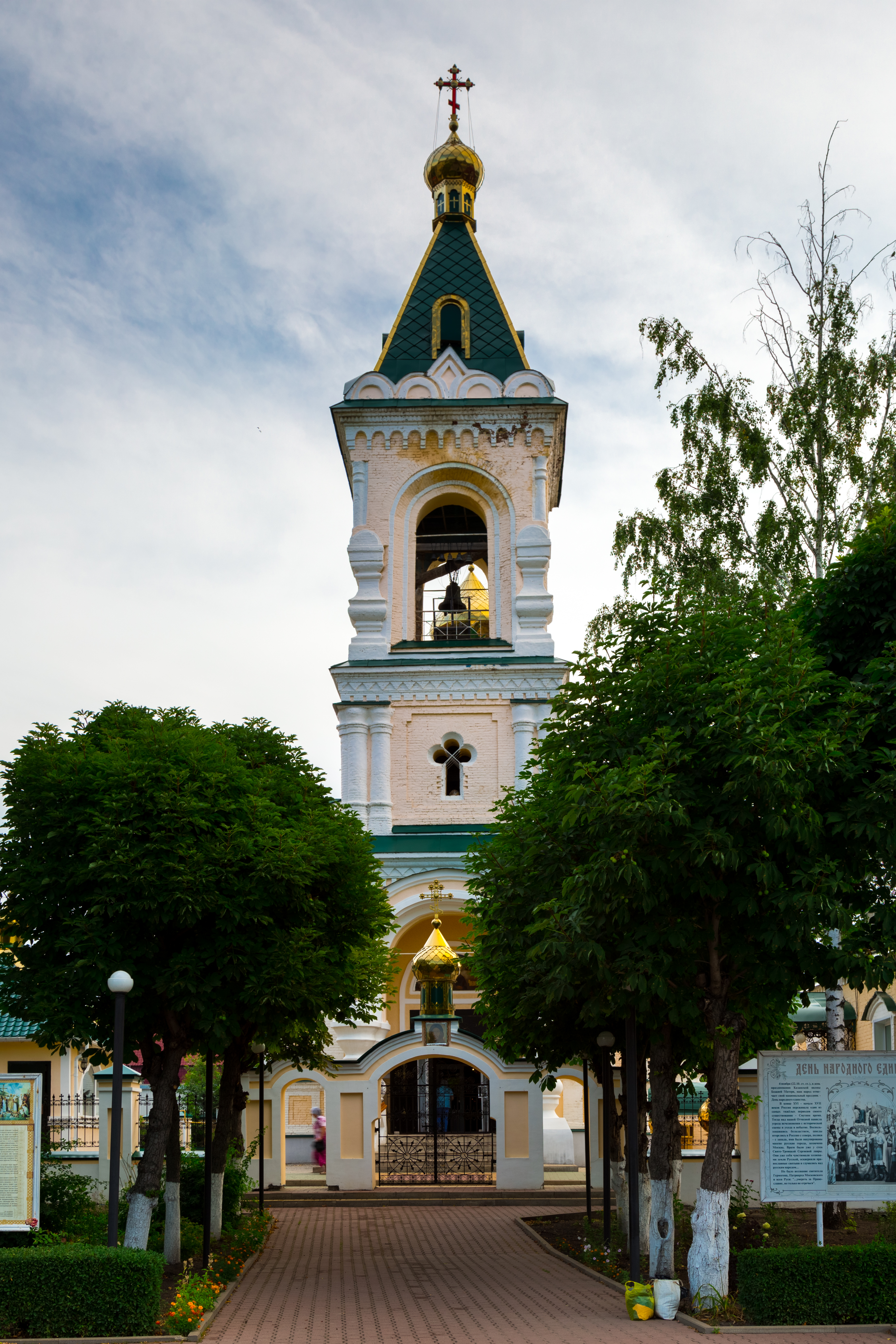
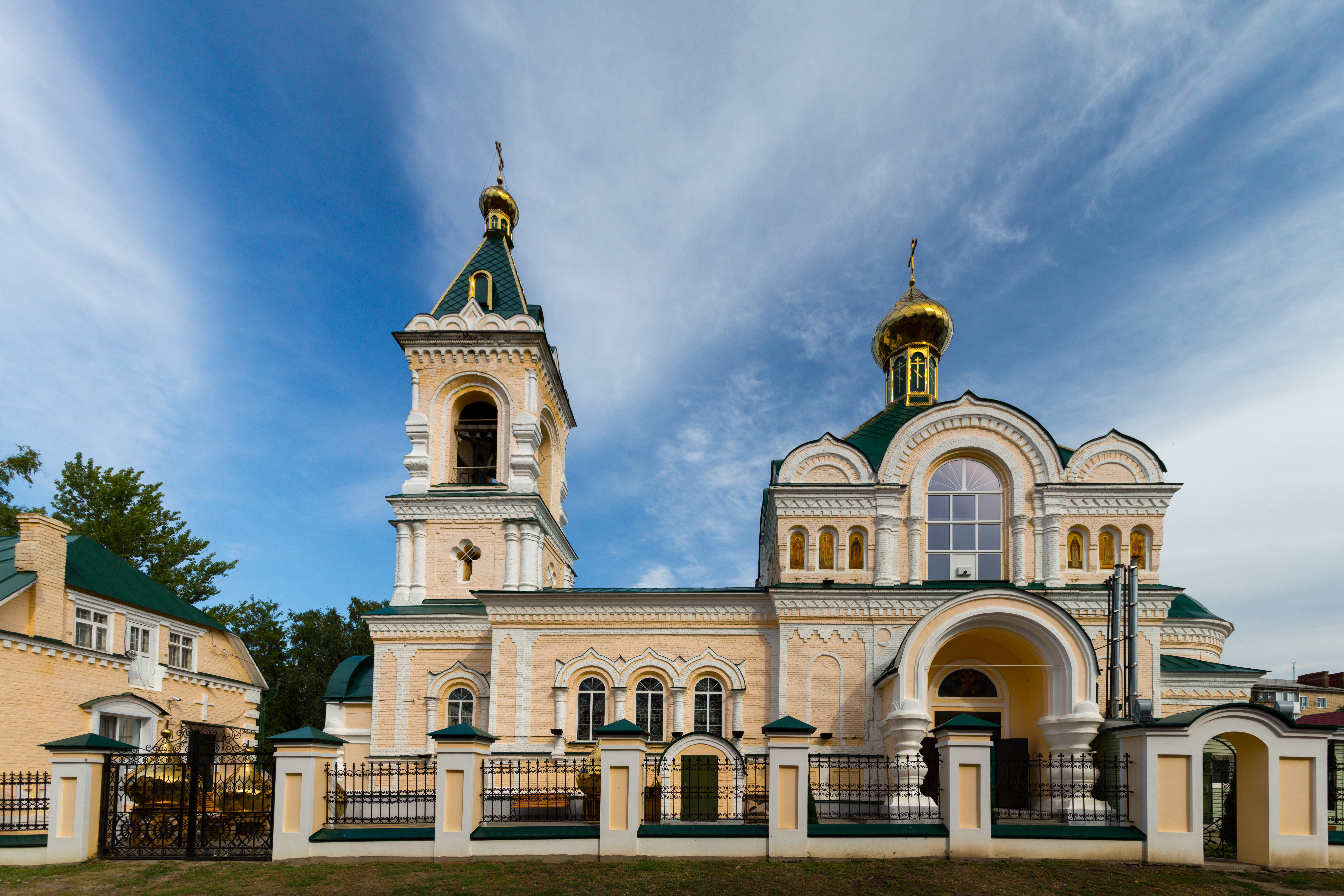
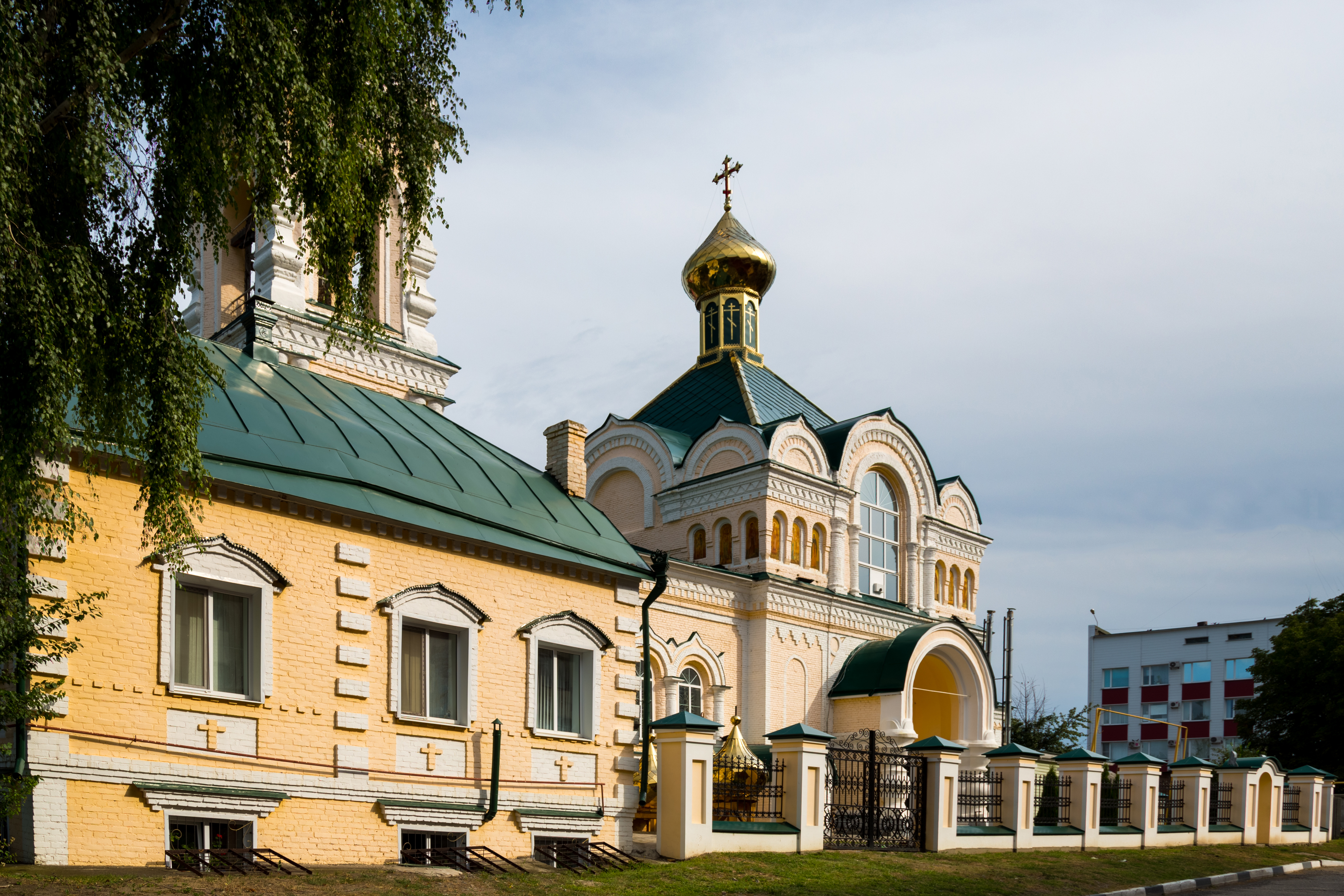